# Orchidaceae Brasilienses
Orchidaceae Brasilienses é um livro escrito em português, inglês e alemão, por Guido Frederico João Pabst e Fritz Dungs, dividido em dois volumes publicados respectivamente em 1975 e 1978 por Brücke-Verlag Kurt Schmersow, Hildesheim, na Alemanha.
Apresenta a atualização de todas as espécies de orquídeas naturais do Brasil até a data de sua publicação. São 826 páginas onde se apresenta uma pequena biografia de cada coletor e estudioso de orquídeas envolvido com as espécies brasileiras e contém a classificação de 2283 plantas, a maioria com ilustrações.
Apesar de não apresentar descrição de cada espécie, ainda é o livro mais recente a tratar exaustivamente desse assunto, constituindo-se em uma primeira referência para quem busca apenas a identidade de qualquer orquidácea do Brasil.